# Klokočov (district de Havlíčkův Brod)
Pour les articles homonymes, voir Klokočov.
Klokočov (en allemand : Klokotschau) est une commune du district de Havlíčkův Brod, dans la région de Vysočina, en République tchèque. Sa population s'élevait à 123 habitants en 2020.

## Géographie
Klokočov se trouve à 10 km au nord de Chotěboř, à 24 km au nord-nord-est de Havlíčkův Brod, à 46 km au nord de Jihlava et à 94 km à l'est-sud-est de Prague.
La commune est limitée par Seč au nord et au nord-est, par Rušinov au sud-est et au sud, et par Jeřišno à l'ouest.

## Histoire
La première mention écrite de la localité date de 1546.